# Петър Стоянов (опълченец от Скопие)
Вижте пояснителната страница за други личности с името Петър Стоянов .
Петър Стоянов (Стоянович), известен като Македонеца, е български революционер, участник в Българското опълчение.

## Биография
Стоянов е роден на 18 юни 1847 година в северния македонски български град Скопие, който тогава е в Османската империя.
В 1875 участва като доброволец във въстанието в Босна и Херцеговина, а следващата година и в Сръбско-турската война. Награден е със сръбския сребърен орден „Колан за храброст“.
След избухването на Руско-турската война е доброволец в Българското опълчение. Постъпва на 6 май 1877 година с чин ефрейтор и е зачислен в IV опълченска дружина, III рота, преномерирана по-късно на II рота. Участва в боевете при Стара Загора, Шипка и Шейново. Награден е със Знака за отличие на Военния орден „Св. Георги“ 4 степен за участие в боевете на Шипка, с медал и войнишки кръстове „За храброст“.
След войната служи в Българската войска като подофицер. Живее в София и Враца.
В 1922 година е обявен за почетен член на Съюза на запасните офицери, а в 1923 година – за почетен гражданин на Габрово.
Умира на 14 март 1934 година във Враца (според други източници в 1934 година в София).